# Orth (Patrizierfamilie)

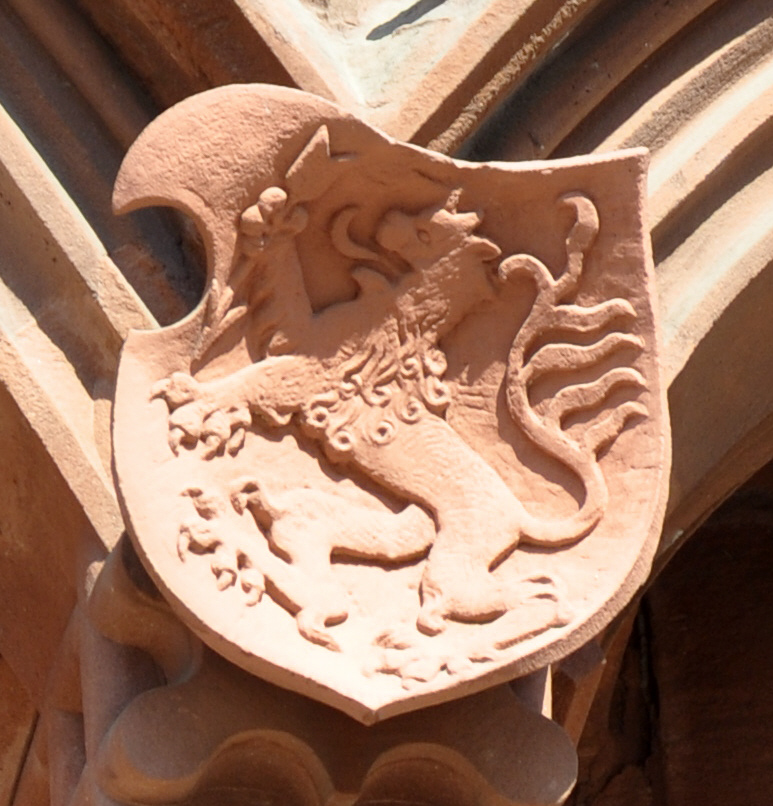
Wappen der Orth, 1539 von Kaiser Karl V. verliehen, am Frankfurter Haus zum Römer

Die Familie Orth war eine Patrizierfamilie der Reichsstädte Heilbronn und Frankfurt. Die Familie stammte ursprünglich aus der Wetterau, begründete ein Handelshaus in Frankfurt, wo sie seit 1543 der Frankfurter Patriziergesellschaft Zum Frauenstein angehörte und ab 1560 mehrere Bürgermeister stellte. Sie wanderte 1533 mit Philipp Orth nach Heilbronn ein, wo sie auch zum Patriziat zählte und mehrere Bürgermeister stellte. Ein weiterer von Heilbronner Abkömmlingen begründeter jüngerer Frankfurter Zweig der Familie, seit 1606 auch den Frauensteinern zugehörig, wurde 1665 geadelt, der Heilbronner Kaufmann August von Orth (1748–1807) wurde 1804 ebenfalls in den Reichsadel erhoben.

## Geschichte
Die Familie wird in der zweiten Hälfte des 15. Jahrhunderts erstmals mit einem Henn (Johann) Orth erwähnt, der Schöffe in Langenselbold war. Sein Sohn Peter († 1509) war Kuchenbäcker in der Reichsstadt Frankfurt am Main und gehörte 1500 dem dortigen Rat an. Dessen Sohn Johann († 1517) begründete im 16. Jahrhundert ein Handelshaus im Haus Zum Esel beim Johanniterhof in Frankfurt, das internationale Geschäftsbeziehungen nach Norddeutschland, den Niederlanden und nach Italien pflegte. Anfangs handelte man vor allem mit getrockneten Fischen, Blei, Edelmetallen und Seide, bald konzentrierte man sich fast nur noch auf den Fischhandel sowie auf den Handel mit Flachs und Fellen. Die Kontakte nach Norddeutschland waren über den Lübecker Kaufmann Heinrich Lifferdes entstanden, der Teilhaber des Unternehmens wurde, 1519 Johanns Witwe Margareta heiratete und das Unternehmen bedeutend ausbaute. Die Waren aus Norddeutschland wurden vor allem im Rheinland sowie in Pforzheim, Heilbronn und Reutlingen abgesetzt. Johann Orths Sohn Peter (1511–1575) führte das Handelshaus nach dem Tod von Lifferdes 1546 fort und gehörte seit 1543 der Frankfurter Patriziergesellschaft Zum Frauenstein an. Peters Sohn Johann Philipp (1566–1626) war Schöffe, 1617 Jüngerer und 1625 Älterer Bürgermeister von Frankfurt. Mit ihm starb der ältere Frankfurter Zweig 1626 aus. Sein Epitaph befindet sich in der Katharinenkirche.
Peters Bruder Philipp Orth (1509–1555) heiratete 1533 eine Tochter aus dem Heilbronner Handelshaus Schirnagel, wurde 1534 Bürger in Heilbronn und 1538 in den Heilbronner Rat gewählt. Er ließ ein bedeutendes Patrizierhaus, das Haus Philipp Orth, auf dem Gelände des einstigen Maulbronner Hofs in Heilbronn errichten. Sein gleichnamiger Sohn Philipp Orth (1534–1603) war der erste in Heilbronn geborene Orth und war dort ab 1574 auch Bürgermeister. Er legte ein Seegut im Osten der Stadt an, den heutigen Trappensee. 1601 war er der höchstbesteuerte und folglich vermögendste Bürger der Stadt.
Das alte Heilbronner Handelshaus ging nach dem Tod von Philipp Orth (1567–1614) in den Wirren des Dreißigjährigen Krieges unter. Ein Bruder dieses jüngeren Philipp, Jeremias Orth (1577–1635), kehrte nach Frankfurt zurück und begründete dort einen jüngeren Frankfurter Zweig der Familie, der seit 1606 auch den Frauensteinern angehörte. Er besorgte anfangs noch den Vertrieb der Waren des Heilbronner Handelshauses in Frankfurt und wurde dort 1628 Älterer Bürgermeister. Die Söhne von Jeremias wurden 1665 von Kaiser Leopold geadelt. Sie und ihre Nachkommen waren größtenteils Juristen. Die jüngere Frankfurter Linie starb 1783 mit dem Juristen und Historiker Johann Philipp Orth aus.
Auch der Hauptzweig der Familie in Heilbronn blieb trotz des Verlustes des Handelshauses wohlhabend. Die Familie zählte zum Heilbronner Patriziat, so dass Familienangehörige hohe reichsstädtische Ämter bekleideten und die Familie über einige Generationen auch weitere Bürgermeister stellte. Die jüngeren Mitglieder des Heilbronner Zweiges stammen von Dominikus Orth (1579–1633), einem weiteren Bruder des jüngeren Philipp, ab. Sein Sohn Philipp Ludwig (1620–1697) war Gerichtsschreiber in Thalheim, dessen Sohn Heinrich (1653–1720) Bürgermeister in Heilbronn. Er besaß ab 1714 auch nochmals das Heilbronner Orth'sche Seegut, das die Erben 1738 endgültig veräußerten. Auch sein Sohn Georg Heinrich (1698–1769) und dessen Sohn Heinrich Karl Philibert (1733–1795) waren Bürgermeister in Heilbronn.
Die Familie unternahm in Heilbronn und der näheren Umgebung auch weitere geschäftliche Aktivitäten. Alexander Orth (1741–1800) war mit einer Tochter des Fabrikanten Georg Friedrich Rund verheiratet und wurde Teilhaber von dessen Heilbronner Essigfabrik. Anteile an der Rund’schen Fabrik blieben noch bis 1856 im Besitz seiner Nachkommen. Heinrich Christian Friedrich Orth (1768–1817) betrieb zusammen mit Carl Rudolf Bruckmann eine Eisenhandlung in Heilbronn. Vor allem das von August Orth (1748–1807) begründete Heilbronner Handelshaus August Orth & Co. erlangte während des Ersten Koalitionskriegs nochmals größere Bedeutung. August Orth wurde von Kaiser Franz II. 1804 in den Reichsadel erhoben. Sein Handelshaus brach 1830 wegen Spekulationen zusammen. Den verbliebenen Besitz übernahm der Heilbronner Fabrikant Carl Bartolomäus Bläß (1800–1871), der mit einer Orth-Tochter verheiratet war und mit dem Kapital ein erfolgreiches Bleiweiß-Unternehmen begründete. Alexander Orth (1774–1844), ein Neffe und Schwiegersohn August Orths, war Mitbesitzer der Salinen in Wimpfen und Weißbach.
Trotz des geschäftlichen Erfolges einiger Angehöriger begann im späten 18. Jahrhundert auch ein gewisser Niedergang der Familie. Mehrere Orths verließen Heilbronn, um Unternehmen an anderen Standorten zu gründen, darunter auch einige Auswanderer in den USA, wo ein Sohn von August von Orths Bruder Günter eine Baumwollspinnerei in Steubenville (Ohio) gegründet hatte. Die meisten jüngeren Orth’schen Unternehmensgründungen waren jedoch nicht sonderlich erfolgreich und bestanden zumeist nur noch über eine Generation. Zu jener Zeit kam es auch zu mehreren Heiraten zwischen Verwandten zweiten Grades innerhalb der Familie. August Orths Sohn Ferdinand von Orth war trunksüchtig und starb bei der Auswanderung in die USA. Sein Bruder Julius starb trunksüchtig 1876 in einem amerikanischen Armenhaus. Der jüngere Bruder Paul von Orth erschoss sich 1851. Ihr Vetter Heinrich (1768–1817), der nach dem Ende seiner Metallwarenhandlung das Heilbronner Bürgerrecht verloren hatte, nahm sich 1817 in Antwerpen das Leben. Sein Sohn Hermann wurde 1834 angeblich von einem Schlafwandler in New Orleans ermordet. Ein weiterer Vetter, der 1760 geborene Heinrich, trat zwar 1789 noch in das Heilbronner Gericht ein, führte aber ein unstetes Leben, wurde „Sauorthle“ genannt und 1795 seiner Ämter enthoben. Er verdingte sich dann als fahrender Musikant und ging dabei verschollen.
Der letzte Orth in Heilbronn war der Malermeister Theodor Orth († 1915), ein Sohn des Kunstmalers Emil Orth. Theodors Söhne fielen im Ersten Weltkrieg noch vor dem Tod des Vaters, so dass mit Theodor Orth die Familie 1915 im Mannesstamm in Heilbronn ausstarb. 1925 war der Stuttgarter Kaufmann Alfred Orth der letzte kaufmännisch tätige Angehörige der Familie in Europa.

## Wappen

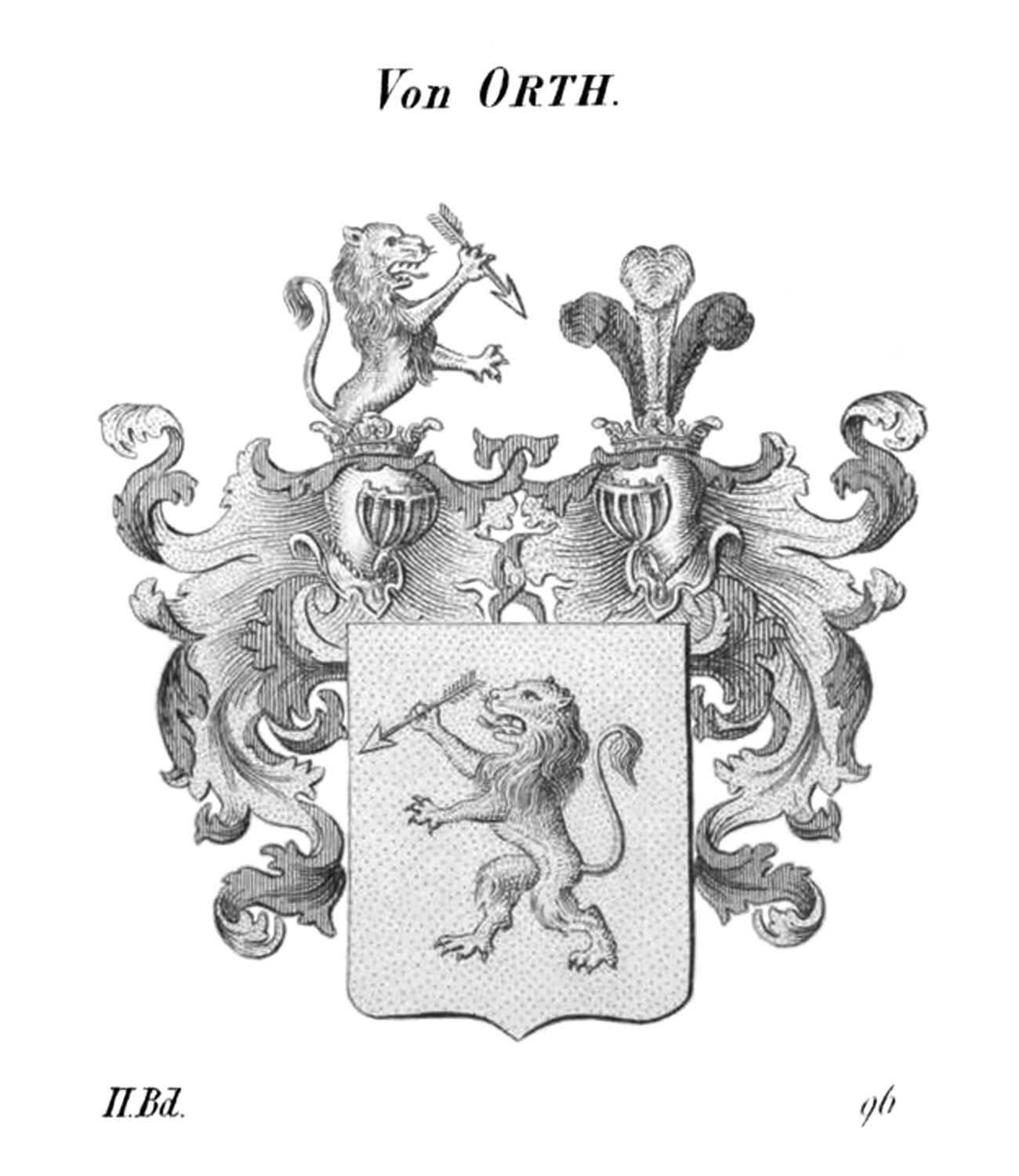
Das 1804 gebesserte Orth-Wappen

Das von Kaiser Karl V. dem Heilbronner Kaufmann Philipp Orth (1509–1555), Vater des späteren gleichnamigen Heilbronner Bürgermeisters, und seinem Bruder Peter Orth (1511–1555), seit 1543 durch Einheirat Mitglied der Patriziergesellschaft Zum Frauenstein in Frankfurt, durch Wappenbrief mit Lehenartikel (Lehensfähigkeit) vom 14. Februar 1539 zu Toledo verliehene Wappen zeigt in Gold einen blaubewehrten  roten Löwen, der in der Rechten einen silbernen Pfeil schräg links mit der Spitze nach unten hält. Auf dem Helm mit rot-goldenen Decken der Löwe wachsend.
Als August von Orth 1804 in den Reichsadel erhoben wurde, wurde das Wappen um einen zweiten Helm erweitert, der rot-gold-rote Straußenfedern als Helmzier hat.

## Stammfolge
- Henn Orth, Schöffe beim Landgericht in Langenselbold ⚭ Elsa Moller
  - Peter Orth († 1509), Bäcker und Ratsherr in Frankfurt am Main
    - Johann Orth († 1517), Fischwerkhändler in Frankfurt am Main, ⚭ Margareta Bender[1]
      - Anna ⚭ (1) Johann Mauß, (2) Martin Fladt[2]
      - Peter (1511–1575), Kaufmann, Schöffe und Ratsherr, 1560 Jüngerer und  1572 Älterer Bürgermeister in Frankfurt, ⚭ 1543 Amalie Ziegle (Zichlin) genannt Würzburger, Frankfurter Patriziertochter Zum Frauenstein
        - Johann Philipp (1566–1626), Kaufmann und Schöffe, 1617 und 1626 Bürgermeister in Frankfurt, ⚭ Anna Jordan aus Steinheim
          - Anna Catharina (* 1591), ⚭ Caspar Niclas genannt Steinmetz, Frankfurter Patrizier Zum Frauenstein, Großkaufmann (Lübecker Handel), Schöffe
          - Margarethe (* 1595), ⚭ Jeremias Linck aus Billigheim
          - Johann Adam
          - M. Juliane, ⚭ Justus Scherling, Mainzer Rat
          - Johann Philipp (* 1600)

        - Elisabeth (* 1567), ⚭  1589 Nicolaus Bebinger, der dadurch Mitglied der Patriziergesellschaft Zum Frauenstein wurde (sein Bruder Johann, nachmalig Frankfurter Ratsherr, wurde bereits 1584 Frauensteiner), 1611 Ratsherr, 1618 Jüngerer Bürgermeister zu Frankfurt

      - Philipp (1509–1555), Kaufmann (Teilhaber der Firma des Schwiegervaters), seit 1538 Ratsherr in Heilbronn ⚭ 1533 Magdalena Schirnagel (1511–1566), Tochter des Kaufmanns Schirnagel in Heilbronn (Fernhandel mit Italien und England)
        - Philipp (1534–1603), Kaufmann und Bürgermeister in Heilbronn ⚭ Maria Bocher, Frankfurter Patriziertochter Zum Frauenstein
          - Anna Maria (1562–1592) ⚭ Georg Kast, Hachbergischer Land- und Ratsschreiber
          - Magdalena (1564–1592) ⚭ Jeremias Imlin, Heilbronner Großkaufmann
          - Philipp (1567–1622), Bürgermeister in Heilbronn, ⚭ (1) Anna Imlin, (2) Anna Maria Ans
            - Maria ⚭ Wilhelm Bernhard Berlin
            - Margareta ⚭ Johann Georg Weinmann
            - Magdalena ⚭ Johann Wolff

          - Hans Heinrich (1569–1634), Kaufmann und Gutleuthauspfleger in Heilbronn, ⚭ Barbara Buhl, Tochter eines Esslinger Ratsherrn
            - Susanna ⚭ Johann Jakob Engelhard
            - Hans Heinrich (1610–1669), Kaufmann und Steuerherr in Heilbronn ⚭ Anna Maria Orth[3]
              - Hans Heinrich († 1682), Ratsherr in Heilbronn

          - Margareta (1571–1598) ⚭ Johann Friedrich Gößlin, Steuerherr in Heilbronn
          - Friedrich (1574–1633), Kaufmann in Heilbronn, ⚭ Agnes Schnepff, Tochter des Heilbronner Bürgermeisters David Kugler
          - Jeremias (1577–1635), Kaufmann und Ratsherr, 1619 und 1629 Bürgermeister in Frankfurt, ⚭ (1) Margareta Braun, Frankfurter Patriziertochter Zum Frauenstein, (2) Margareta Krafft, Frankfurter Patriziertochter Zum Frauenstein
            - Anna Maria ⚭ Johann Philipp I. Fleischbein von Kleeberg, Patrizier Zum Frauenstein, 1659 Jüngerer, 1670 Älterer Bürgermeister in Frankfurt (kaiserliche Adelsbestätigung 1665)
            - Johann Philipp (* 1628), Hanau'scher Rat in Babenhausen
              - Friedrich Philipp, Erbachscher Amtmann in Freienstein ⚭ Maria Katharina Humbracht
                - Karl Adolf
                - Christine Charlotte ⚭ Franz von St. George

            - Philipp Ludwig (1632–1689), Kaufmann und Münzpächter, 1667 und 1687 Bürgermeister in Frankfurt ⚭ 1655 Maria Philippine Stenglin († 1704)
              - Johann Philipp (1658–1733), Lizentiat, 1699, 1711 und 1715 Bürgermeister in Frankfurt ⚭ 1694 Katharina Meyer (verwitwete Ammerburg)
                - Margareta (1695–1725), ⚭ I. Franz Philipp von Barkhaus, II. Johann Philipp Orth, ihren Vetter

              - Philipp Ludwig (1661–1697), Lizentiat in Frankfurt
              - Johann Georg (1663–1735), Jurist in Frankfurt ⚭ Sarah Meyer
                - Johann Philipp (1698–1783), Jurist und Historiker
                  - Sara ⚭ Johann Daniel von Olenschlager
                  - Susanna Margareta ⚭ Benjamin von Schneider

              - Hieronymus Peter, Kaufmann in Frankfurt ⚭ N. Steiner (Susanna Schweitzer)
                - Johann Philipp (* 1698)
                - Hieronymus Wilhelm (1700–1779)
                - Catharina Elisabeth (* 1701)
                - Susanna Maria (1703–1789), ⚭ vor 1739 Erasmus Carl Schlosser (1696–1773), Jurist, kaiserlicher wirklicher Rat, Schöffe und Ratsherr in Frankfurt, Eltern des Johann Georg Schlosser
                - Zacharias Conrad (* 1706)

          - Dominikus (1579–1633), Anwalt in Heilbronn, ⚭ Barbara Kugler, Tochter des Heilbronner Bürgermeisters David Kugler
            - Maria Margareta ⚭ Ulrich Friedrich Becht
            - Philipp Ludwig (1620–1697), Gerichtsschreiber in Talheim, ⚭ Rosina Fischer, Schultheißentochter aus Talheim
              - Johann Heinrich (1653–1733), Bürgermeister in Heilbronn ⚭ Barbara Sommerhard, Pfarrerstochter
                - Christine Barbara ⚭ David Wilhelm Feyerabend, Steuerherr in Heilbronn
                - Maria Margareta ⚭ Johann Heinrich Schmidt, Senator
                - Maria Katharina ⚭ (1) Ferdinand Max Binder, (2) Christian Friedrich Holland
                - Georg Heinrich (1698–1769), Bürgermeister in Heilbronn ⚭ Dorothea Katharina Maria Andler, Kaufmannstochter
                  - Heinrich Karl (1733–1795), Bürgermeister in Heilbronn ⚭ Katharina Salome Julie Weigand, Tochter eines Wimpfener Hofrats
                    - Heinrich Friedrich Ludwig (* 1760), Musiker
                    - Georg Ludwig Eberhard (1767–1828), Kaufmann in Heilbronn

                  - Eberhard Raimund (1738–1800), Theologe ⚭ Heinrike Maria Elisabeth Bolz, Tochter des Prälaten Bolz aus Bebenhausen
                    - Heinrich (1768–1817) ⚭ (1) Karoline Seidel, (2) Wilhelmine Orth[4]
                      - Hermann († 1834), Kaufmann in Ödenburg, Triest und New Orleans
                      - Hubertine Julie ⚭ Philipp Jakob Fehleisen

                    - Ludwig (1771–1845), Arzt in Heilbronn ⚭ Christiane Orth[5]
                    - Alexander (1774–1844), Kaufmann und Salinenbesitzer ⚭ Luise von Orth[6]
                      - Julie ⚭ Carl Bartholomäus Bläß (1800–1871)

                    - Friederike Christiane Regina ⚭ (1) Ernst Friedrich Wagner, (2) Johann Friedrich Wurm
                    - Luise ⚭ Christian Friedrich Weber
                    - Eberhardine ⚭ August Heinrich d’Autel

                  - Alexander (1741–1800), Kaufmann in Schlesien und Heilbronn ⚭ Charlotte Rund
                    - Johann Georg (1774–1835) ⚭ Friederike Feyerabend
                      - Emil (1814–1876), Maler und Fotograf
                        - Theodor († 1915), Malermeister in Heilbronn
                          - Emil († 1914 in Russland)
                          - Robert († 1915 in Serbien)

                      - Fanny ⚭ Friedrich Wilhelm Wagner
                      - Pauline ⚭ (1) August Schreiber, (2) Ernst Schreiber
                      - Robert (1807–1893), Fabrikant in Heilbronn ⚭ Luise Ehni
                        - Alfred († 1905) Fabrikant in Brooklyn
                        - Robert († 1859), Kaufmann
                        - Alexander († 1859), Kaufmann in Dresden und Heilbronn
                        - Paul, Amtmann in Leutkirch
                        - Georg, Chemiker in Brooklyn
                          - Georg Karl (* 1884), Chemiker in Brooklyn

                        - Karl (1842–1909), Kaufmann in Heilbronn ⚭ Charlotte Heinrich
                          - Anna ⚭ Karl Seufferheld
                          - Alexander (1876–1923), Kaufmann in Stuttgart ⚭ Frieda Schweizer
                            - Else
                            - Alfred (* 1904), Kaufmann

                  - August von Orth (1748–1807), Kaufmann in Heilbronn ⚭ Christiane von Linkersdorf
                    - Ferdinand von Orth (* 1783), starb bei der Auswanderung nach Nordamerika
                    - Heinrich von Orth (1786–1851), Kaufmann ⚭ Ernestine Orth[7]
                      - Julius († 1876), ausgewandert nach Nordamerika
                      - Paul († 1851), Militärperson

                    - Ludwig von Orth (1792–1850) ⚭ Friederike Schreiber
                      - Moritz von Orth (1832–1884), Papierfabrikant in Böhmen ⚭ Pauline Röder
                        - Ludwig von Orth († 1921), Ingenieur in Berlin ⚭ Marie Eulenstein
                          - Maria ⚭ Werner Buddecke
                          - Elisabeth ⚭ Heinrich Scholz
                          - Gertrud ⚭ Generalkonsul Ligsky

                    - Luise von Orth ⚭ Alexander Orth
                    - Sofie von Orth ⚭ Philipp Röder, Tabakfabrikant
                    - Charlotte ⚭ Paul Roth, Oberregierungsrat in Ulm

                  - Günter (1750–1824), Kaufmann bei Aachen ⚭ Anna Klara Wilhelmine Scheibler
                    - Christof Heinrich (* 1784, † nach 1850), Baumwollspinnereibesitzer in Ohio ⚭ Lucretia Sheldon[8]
                      - Georg (1816–1881), Buchhalter ⚭ Martha a. Jewitt
                        - George Sheldon (1851–1918)
                        - Arthur Beatty
                        - Alexander
                        - Edward

                      - Josef (ca. 1818–vor 1910)[9]
                      - David Scheibler (ca. 1827–1896), Unternehmer ⚭ Susette Schooley

                    - Georg Heinrich (1786–1840), Seifenfabrikant in Elberfeld
                      - Albert (1817–1847), Kaufmann in Barmen

                    - Christiane ⚭ Ludwig Orth (1771–1845), Arzt in Heilbronn
                    - Ernestine ⚭ Heinrich von Orth (1786–1851), Kaufmann
                    - N. ⚭ N. Hochstetter
                    - N. ⚭ N. Laiblin
                    - N. ⚭ Johann Friedrich Mayer

                  - Renate ⚭ Johann Rudolf Schlegel
                  - Sydonie ⚭ Ludwig Wilhelm Feyerabend

              - Friedrich
                - Johann Friedrich Orth († 1753), Bäcker in Heilbronn

          - Johann Georg (1585–1627), Kaufmann, ⚭ Lucia von Spreckelsen
          - zwei jung verstorbene Kinder

        - Heinrich (1536–1590), 1575 Mitglied des Gerichts, dann Schultheißen-Statthalter in Heilbronn, leitete vorher das Italiengeschäft der väterlichen Firma, blieb ledig, errichtete eine Familienstiftung, sein bronzenes Wappen-Epitaph in der Kilianskirche (Heilbronn)
        - Johann (1539–1570), Militärperson
        - Dietrich (1547–1595), Militärperson ⚭ Maria Ans, Tochter des Heilbronner Bürgermeisters Wendel Ans
          - Johann Philipp (1582–1635), Bürgermeister in Heilbronn
            - Friedrich Magnus

          - Johann Dietrich
            - Johann Ulrich († 1692)
              - Johann Ulrich

          - Georg Friedrich

        - Nikolaus (1542–1624), Schultheißen-Statthalter in Heilbronn ⚭ Martha Lebkücher, Heilbronner Bürgertochter
          - Margareta ⚭ N. Aff
          - Albert († 1632)

        - Dietrich
        - Friedrich (1554–1626), lebte ledig in Ulm
        - Margareta (1537–1619) ⚭ Peter Schloßberger
        - Magdalena (1538–1630) ⚭ Gregorius Müller
        - Anna (1541–1598)